# 博阿维斯塔-杜什皮涅鲁什
博阿维斯塔-杜什皮涅鲁什是葡萄牙贝雅区的一个堂区。总面积37.878平方公里，总人口1200人，人口密度31.7人/平方公里。